# Jörg Wesche
Jörg Wesche (* 1971) ist ein deutscher Germanist.

## Leben
Nach dem Studium (1992–1998) für das Lehramt an Gymnasien in Göttingen (Hauptfächer: Biologie, Deutsch, Kunstgeschichte; Nebenfächer: Philosophie, Pädagogik) war er seit 2003 wissenschaftlicher Assistent am Lehrstuhl für Neuere deutsche Literaturwissenschaft in Augsburg. Nach der Habilitation und Ernennung zum Privatdozenten 2009 (Lehrbefähigung für Neuere deutsche und allgemeine Literaturwissenschaft) war er von 2012 bis 2020 Inhaber der W3-Professur für Neuere deutsche Literaturwissenschaft mit den Schwerpunkten Frühe Neuzeit, Kulturwissenschaft und Rhetorik an der Universität Duisburg-Essen. Seit 2020 ist er Inhaber der Professur für Neuere deutsche Literaturwissenschaft am Seminar für Deutsche Philologie der Universität Göttingen.

## Schriften (Auswahl)
- Literarische Diversität. Abweichungen, Lizenzen und Spielräume in der deutschen Poesie und Poetik der Barockzeit. Tübingen 2002, ISBN 3-484-18173-7. Rezension
- Der Vers im Drama. Studien zur Theorie und Verwendung im deutschsprachigen Sprechtheater des 20. und 21. Jahrhunderts. Paderborn 2018, ISBN 3-7705-6233-X.